# Superliga de Serbia 2023-24
La temporada 2023-24 fue la 18ª edición de la Superliga de Serbia, la máxima categoría del fútbol serbio. La competición se inició el 29 de julio de 2023 y finalizó el 25 de mayo de 2024.
Estrella Roja es el campeón defensor tras ganar el 34.° título de liga.

## Formato
Los 16 equipos participantes jugaron entre sí todos contra todos dos veces totalizando 30 partidos cada uno. Al término de la fecha 30 los 8 primeros pasaron a jugar en el Grupo campeonato, mientras que los 8 restantes lo hicieron en el Grupo descenso: dentro de cada grupo los equipos jugaron entre sí una sola vez, sumando 7 partidos más.
El primer clasificado del grupo campeonato obtuvo un cupo para el play-off de la Liga de Campeones 2024-25, el segundo clasificado para la segunda ronda de la Liga de Campeones 2024-25, el tercer clasificado consiguió un cupo para los play-offs de la Liga Europa 2024-25 y el cuarto clasificado obtuvo un cupo para la segunda ronda de la Liga Europa Conferencia 2024-25; por otro lado los dos últimos clasificados del grupo descenso fueron relegados a la Prva Liga Srbija 2024-25 y el 14º y el 13º jugarán la promoción de descenso.
Un cupo para el play-offs de la Liga Europa 2024-25 es asignado al campeón de la Copa de Serbia.

## Ascensos y descensos
| Pos. | Descendidos de la Superliga de Serbia 2022-23 |
| ---- | --------------------------------------------- |
| 15.º | Kolubara Lazarevac                            |
| 16.º | Mladost GAT                                   |

| Pos. | Ascendidos de la Primera Liga Serbia 2022-23 |
| ---- | -------------------------------------------- |
| 1.º  | IMT                                          |
| 2.º  | Železničar Pančevo                           |

## Equipos participantes
| Equipo                    | Ciudad       | Estadio                    | Capacidad |
| ------------------------- | ------------ | -------------------------- | --------- |
| FK Čukarički              | Belgrado     | Čukarički Stadium          | 4,070     |
| FK IMT                    | Novi Beograd | Stadion Shopping Center    | 5,175     |
| FK Mladost Lučani         | Lučani       | Mladost Stadium            | 5,944     |
| FK Napredak Kruševac      | Kruševac     | Mladost Stadium            | 10,331    |
| FK Partizan               | Belgrado     | Partizan Stadium           | 32,710    |
| FK Javor-Matis            | Ivanjica     | Stadion Ivanjica           | 3,000     |
| FK Radnički 1923          | Kragujevac   | Čika Dača Stadium          | 15,100    |
| FK Radnički Niš           | Niš          | Čair Stadium               | 18,151    |
| FK Radnik Surdulica       | Surdulica    | Surdulica City Stadium     | 3,312     |
| Estrella Roja de Belgrado | Belgrado     | Rajko Mitić Stadium        | 55,538    |
| FK Spartak Subotica       | Subotica     | Subotica City Stadium      | 13,000    |
| FK Vojvodina              | Novi Sad     | Karađorđe Stadium          | 14,458    |
| FK Voždovac               | Belgrado     | Stadion Voždovac           | 5,175     |
| TSC Bačka Topola          | Bačka Topola | TSC Arena                  | 4,500     |
| FK Železničar Pančevo     | Pančevo      | Stadion SC Mladost         | 2,300     |
| FK Novi Pazar             | Novi Pazar   | Gradski stadion Novi Pazar | 15,000    |

## Tabla de posiciones
| Pos. | Equipo             | Pts. | PJ | G  | E | P  | GF | GC | Dif. | Clasificación    |
| ---- | ------------------ | ---- | -- | -- | - | -- | -- | -- | ---- | ---------------- |
| 1    | Estrella Roja      | 77   | 30 | 25 | 2 | 3  | 77 | 22 | +55  | Grupo Campeonato |
| 2    | Partizán           | 70   | 30 | 22 | 4 | 4  | 66 | 35 | +31  | Grupo Campeonato |
| 3    | TSC Bačka Topola   | 60   | 30 | 17 | 9 | 4  | 57 | 29 | +28  | Grupo Campeonato |
| 4    | Vojvodina          | 50   | 30 | 14 | 8 | 8  | 49 | 42 | +7   | Grupo Campeonato |
| 5    | Radnički 1923      | 50   | 30 | 16 | 2 | 12 | 46 | 46 | 0    | Grupo Campeonato |
| 6    | Čukarički          | 48   | 30 | 13 | 9 | 8  | 44 | 33 | +11  | Grupo Campeonato |
| 7    | Mladost Lučani     | 40   | 30 | 11 | 7 | 12 | 30 | 40 | −10  | Grupo Campeonato |
| 8    | Napredak Kruševac  | 39   | 30 | 11 | 6 | 13 | 31 | 39 | −8   | Grupo Campeonato |
| 9    | Novi Pazar         | 36   | 30 | 10 | 6 | 14 | 35 | 40 | −5   | Grupo Descenso   |
| 10   | Spartak Subotica   | 34   | 30 | 10 | 4 | 16 | 29 | 44 | −15  | Grupo Descenso   |
| 11   | Radnički Niš       | 33   | 30 | 9  | 6 | 15 | 33 | 40 | −7   | Grupo Descenso   |
| 12   | IMT                | 32   | 30 | 9  | 5 | 16 | 34 | 47 | −13  | Grupo Descenso   |
| 13   | Javor Matis        | 31   | 30 | 9  | 4 | 17 | 28 | 45 | −17  | Grupo Descenso   |
| 14   | Voždovac           | 30   | 30 | 7  | 9 | 14 | 38 | 48 | −10  | Grupo Descenso   |
| 15   | Železničar Pančevo | 26   | 30 | 7  | 5 | 18 | 34 | 59 | −25  | Grupo Descenso   |
| 16   | Radnik Surdulica   | 17   | 30 | 3  | 8 | 19 | 19 | 41 | −22  | Grupo Descenso   |

Actualizado a los partidos jugados el 15 de abril de 2024.
 Fuente: SoccerWay
Criterios de clasificación: 1) Puntos; 2) Puntos en partidos directos; 3) Gol diferencia en partidos directos; 4) Goles anotados en partidos directos; 5) Goles de visitante en partidos directos (si dos equipos están empatados); 6) Gol diferencia; 7) Goles anotados; 8) Ranking Fair Play; 9) Sorteo.

## Grupo Campeonato
| Pos. | Equipo            | Pts. | PJ | G  | E  | P  | GF | GC | Dif. | Clasificación 2024-25                 |
| ---- | ----------------- | ---- | -- | -- | -- | -- | -- | -- | ---- | ------------------------------------- |
| 1    | Estrella Roja (C) | 96   | 37 | 31 | 3  | 3  | 94 | 28 | +66  | Play-off de la Liga de Campeones      |
| 2    | Partizán          | 78   | 37 | 24 | 6  | 7  | 80 | 48 | +32  | Segunda ronda de la Liga de Campeones |
| 3    | TSC Bačka Topola  | 75   | 37 | 22 | 9  | 6  | 75 | 39 | +36  | Play-offs de la Liga Europa           |
| 4    | Vojvodina         | 61   | 37 | 17 | 10 | 10 | 63 | 51 | +12  | Segunda ronda de la Liga Europa       |
| 5    | Radnički 1923     | 61   | 37 | 19 | 4  | 14 | 65 | 62 | +3   | Segunda ronda de la Liga Conferencia  |
| 6    | Čukarički         | 57   | 37 | 16 | 9  | 12 | 57 | 47 | +10  |                                       |
| 7    | Mladost Lučani    | 46   | 37 | 13 | 7  | 17 | 38 | 53 | −15  |                                       |
| 8    | Napredak Kruševac | 40   | 37 | 11 | 7  | 19 | 36 | 66 | −30  |                                       |

Actualizado a los partidos jugados el 25 de mayo de 2024.
 Fuente: SuperLiga, SoccerWay
Criterios de clasificación: 1) Puntos; 2) Puntos en partidos directos; 3) Gol diferencia en partidos directos; 4) Goles anotados en partidos directos; 5) Goles de visitante en partidos directos (si dos equipos están empatados); 6) Gol diferencia; 7) Goles anotados; 8) Ranking Fair Play; 9) Sorteo.

## Grupo Descenso
| Pos. | Equipo                 | Pts. | PJ | G  | E  | P  | GF | GC | Dif. | Clasificación 2024-25                    |
| ---- | ---------------------- | ---- | -- | -- | -- | -- | -- | -- | ---- | ---------------------------------------- |
| 1    | Novi Pazar             | 48   | 37 | 14 | 6  | 17 | 44 | 47 | −3   |                                          |
| 2    | Spartak Subotica       | 47   | 37 | 13 | 8  | 16 | 36 | 47 | −11  |                                          |
| 3    | IMT                    | 42   | 37 | 11 | 9  | 17 | 43 | 53 | −10  |                                          |
| 4    | Radnički Niš           | 41   | 37 | 11 | 8  | 18 | 40 | 48 | −8   |                                          |
| 5    | Javor Matis (D)        | 40   | 37 | 11 | 7  | 19 | 34 | 51 | −17  | Promoción de descenso                    |
| 6    | Železničar Pančevo (O) | 39   | 37 | 10 | 9  | 18 | 47 | 65 | −18  | Promoción de descenso                    |
| 7    | Voždovac (D)           | 38   | 37 | 9  | 11 | 17 | 46 | 68 | −22  | Descenso a la Segunda División de Serbia |
| 8    | Radnik Surdulica (D)   | 18   | 37 | 3  | 9  | 25 | 24 | 59 | −35  | Descenso a la Segunda División de Serbia |

Actualizado a los partidos jugados el 24 de mayo de 2024.
 Fuente: SuperLiga, SoccerWay
Criterios de clasificación: 1) Puntos; 2) Puntos en partidos directos; 3) Gol diferencia en partidos directos; 4) Goles anotados en partidos directos; 5) Goles de visitante en partidos directos (si dos equipos están empatados); 6) Gol diferencia; 7) Goles anotados; 8) Ranking Fair Play; 9) Sorteo.

### Play-offs de permanencia
| Equipo 1           | Agr. | Equipo 2         | Ida | Vuelta |
| ------------------ | ---- | ---------------- | --- | ------ |
| Javor Matis        | 1–2  | Tekstilac Odžaci | 0–1 | 1–1    |
| Železničar Pančevo | 4–1  | Indija           | 2–1 | 2–0    |

## Goleadores
Actualizado al 25 de mayo de 2024.
| Pos. | Jugador               | Equipo           | Goles |
| ---- | --------------------- | ---------------- | ----- |
| 1    | Matheus Saldanha      | Partizán         | 17    |
| 1    | Miloš Luković         | IMT              | 17    |
| 3    | Aleksandar Ćirković   | TSC Bačka Topola | 16    |
| 4    | Junior Flemmings      | Voždovac         | 12    |
| 5    | Bibars Natcho         | Partizán         | 11    |
| 5    | Igor Miladinović      | Čukarički        | 11    |
| 5    | Cherif Ndiaye         | Estrella Roja    | 11    |
| 5    | Ifet Đakovac          | TSC Bačka Topola | 11    |
| 5    | Milutin Vidosavljević | Radnički 1923    | 11    |
| 5    | Miloš Pantović        | TSC Bačka Topola | 11    |